# Варьян-Салея
Варьян-Салея, Варьян-Соле-Я — река в России, протекает в округе Вуктыл Республики Коми. Устье реки находится в 7 км по левому берегу реки Хатемалья. Длина реки составляет 12 км.
Река берёт начало на западных склонах небольшого хребта Педы-Из на Приполярном Урале, лежащего к востоку от Исследовательского хребта. Генеральное направление течения — запад, всё течение проходит по ненаселённой, холмистой тайге. Именованных притоков не имеет, ширина реки у устья — около 6 метров.
Впадает в Хатемалью к востоку от горы Хатемалья (высота НУМ 1052 м) на Исследовательском хребте.

## Данные водного реестра
По данным государственного водного реестра России относится к Двинско-Печорскому бассейновому округу, водохозяйственный участок реки — Печора от водомерного поста у посёлка Шердино до впадения реки Уса, речной подбассейн реки — бассейны притоков Печоры до впадения Усы. Речной бассейн реки — Печора.
Код объекта в государственном водном реестре — 03050100212103000062248.